# Kontrabanda
Kontrabanda je naziv za stvari ili robu čiji je uvoz, izvoz ili posjedovanje zabranjeno. Taj naziv se koristi i za označavanje protupravne ili zabranjene trgovine robom, najčešće morskim putem.
Pojam kontrabanda se obično koristi za naziv protupravne pomorske trgovine u vrijeme rata. U kontrabandu spadaju i proizvodi koji su posebno uporabljivi u ratu, poput naoružanja, streljiva, čeličnih limova za gradnju brodova, kao i svih vrsta zaliha za ratne brodove. Kada se sredstvo, koje je ranije bilo neopasno, počne koristiti u ratne svrhe, ono može biti proglašeno kontrabandom.
U novije vrijeme jedan od glavnih usvojenih kriterija za odlučivanje o tome je li neki teret kontrabanda ili ne je provjera je li taj proizvod u sirovom ili prerađenom stanju, odnosno je li pogodan za trenutnu uporabu u ratne svrhe. Tako se, naprimjer, može dopustiti uvoz sirovog željeza, dok se sidra i drugi proizvodi iz sirovog željeza mogu smatrati kontrabandom.